# Olympische Winterspiele 1992/Teilnehmer (Mongolei)
| Gelbes Symbol für Goldmedaillen mit stilisierten Olympischen Ringen | Graues Symbol für Silbermedaillen mit stilisierten Olympischen Ringen | Braundes Symbol für Bronzemedaillen mit stilisierten Olympischen Ringen |
| ------------------------------------------------------------------- | --------------------------------------------------------------------- | ----------------------------------------------------------------------- |
| —                                                                   | —                                                                     | —                                                                       |

Die Mongolei nahm an den Olympischen Winterspielen 1992 im französischen Albertville mit einer Delegation von vier männlichen Athleten in zwei Disziplinen teil. Ein Medaillengewinn gelang keinem der Athleten.
Fahnenträger bei der Eröffnungsfeier war der Skilangläufer Dsiitsagaany Ganbat.

## Teilnehmer nach Sportarten

### Eisschnelllauf
Männer
- Altangadasyn Sodnomdardschaa
1000 m: 42. Platz (1:21,40 min)
1500 m: 43. Platz (2:05,43 min)

- Njamdondowyn Ganbold
5000 m: 31. Platz (7:30,07 min)
10.000 m: 29. Platz (15:18,56 min)

### Skilanglauf
Männer
- Dsiitsagaany Ganbat
10 km klassisch: 83. Platz (35:10,3 min)
15 km Verfolgung: 84. Platz (54:48,4 min)
30 km klassisch: 78. Platz (1:44:45,6 h)

- Gongoryn Mjerjei
10 km klassisch: 82. Platz (35:05,9 min)
15 km Verfolgung: 77. Platz (53:11,9 min)
30 km klassisch: 73. Platz (1:42:33,1 h)
50 km Freistil: 64. Platz (2:32:27,2 h)